# Des Teix al Puig de ses Fites
Des Teix al Puig de ses Fites este o arie protejată (arie de protecție specială avifaunistică — SPA) din Spania întinsă pe o suprafață de 1.451,08 ha, integral pe uscat.

## Localizare
Centrul sitului Des Teix al Puig de ses Fites este situat la coordonatele 39°40′39″N 2°39′30″E / 39.6776°N 2.6582°E.

## Înființare
Situl Des Teix al Puig de ses Fites a fost declarat arie de protecție specială avifaunistică în mai 2008 pentru a proteja 6 specii de animale.

## Biodiversitate
Situată în ecoregiunea mediteraneană, aria protejată conține 5 habitate naturale: Păduri de pin mediteraneene cu pini mezogeni endemici, Pante stâncoase calcaroase cu vegetație casmofită, Tufărișuri termo-mediteraneene și de pre-deșert, Păduri de Quercus ilex și Quercus rotundifolia, Păduri de Olea și Ceratonia.
La baza desemnării sitului se află mai multe specii protejate de  păsări (6): pasărea ogorului (Burhinus oedicnemus), caprimulg (Caprimulgus europaeus), șoim călător (Falco peregrinus), Galerida theklae, gaia roșie (Milvus milvus), Sylvia sarda.
Pe lângă speciile protejate, pe teritoriul sitului au mai fost identificate 1 specie de plante.